# Curtea Domnească din Suceava
Curtea Domnească din Suceava este o curte domnească construită între secolele al XIV-lea și al XVII-lea. În prezent, ea este situată pe strada Ana Ipătescu, în centrul municipiului Suceava. Ridicată la sfârșitul secolului al XIV-lea și arsă într-un incendiu, a fost reconstruită de Ștefan cel Mare (1457–1504) și apoi refăcută în timpul lui Vasile Lupu (1634–1653). Curtea Domnească din Suceava a fost abandonată la sfârșitul secolului al XVII-lea, iar zidurile sale au început să fie demantelate. Astăzi, ea se află în stare de ruine.
Ansamblul „Curtea Domnească” din Suceava a fost inclus pe Lista monumentelor istorice din județul Suceava din anul 2004, la numărul 1409, având cod LMI SV-II-a-A-05471 și este format din 4 obiective:
- Palatul Domnesc (ruine) – datând de la mijlocul secolului al XIV-lea și având cod LMI SV-II-m-A-05471.01
- Turn locuință (ruine) – datând din secolul al XIV-lea și având cod LMI SV-II-m-A-05471.02
- Turn de poartă (ruine) – datând din secolul al XIV-lea și având cod LMI SV-II-m-A-05471.03
- Anexă (ruine) – datând din anul 1486 și având cod LMI SV-II-m-A-05471.04

## Istoric

### Timpul de funcționare a curții
Prima construcție descoperită pe actualul loc al Curții Domnești datează de la sfârșitul secolului al XIV-lea, din timpul domniei lui Petru al II-lea, mai cunoscut ca Petru Mușat (1375–1391). Acesta a construit o casă domnească din lemn, de formă dreptunghiulară (cu lungimea de 18,50 metri și lățimea de 7 metri), prevăzută la partea inferioară cu o pivniță, tot din lemn, lungă de 14,25 metri și cu intrarea în pantă. Casa Domnească era alcătuită din două încăperi despărțite de un perete cu ușă. 
Domnitorul Alexandru cel Bun (1400–1432) a refăcut construcția din lemn, ridicând un zid de incintă din piatră și un corp de clădiri prevăzut cu beciuri pe latura de est. În vremea domniei sale este atestată arheologic existența unui pavaj din prundiș. În a doua jumătate a secolului al XV-lea un incendiu violent a devastat Curtea Domnească, construcția din lemn fiind complet distrusă.
În timpul domniei lui Ștefan cel Mare (1457–1504) s-a reconstruit Curtea Domnească. Peste resturile clădirii din lemn a lui Petru Mușat (aflată înspre nord) s-a construit o casă de piatră cu parter, iar clădirea din zid cu beciuri de pe latura de est a fost extinsă spre sud. Lucrările s-au finalizat prin amenajarea unui pavaj de prundiș și lespezi de piatră (sub care s-au găsit monezi nu mai vechi de 1480). După definitivarea lucrărilor, Curtea Domnească avea forma unui patrulater cu latura est-vest de 67,50 metri și cea nord-sud de circa 40 de metri. Clădirea era o construcție masivă de piatră cu o fundație cu adâncimea de 1,50 metri și ziduri groase de 1,60 metri. Curtea Domnească din Suceava era formată din încăperi cu rol rezidențial, o sală a Sfatului Domnesc și de ceremonial, o locuință-turn și un turn de poartă. Pe latura de est se afla o pivniță cu o lungime de 24 de metri și o lățime de 12 metri. Ea era împărțită în două nave dispuse pe toată lungimea și separate de piloni sub formă de arce, dispuși la circa 2,80–3 metri unul de altul. Pe latura de vest a pivniței se aflau nișe laterale. În pivniță se pătrundea pe o intrare-tobogan (pe latura de nord) sau pe scări (pe latura de sud).
Ultimele intervenții s-au efectuat în timpul domniei lui Vasile Lupu (1634–1653). Atunci au fost refăcute pivnițele, amenajându-se intrări boltite din cărămidă și ancadramente de piatră la uși. 
Curtea Domnească din Suceava a fost abandonată la sfârșitul secolului al XVII-lea, iar zidurile sale au început să fie demantelate. Istoricii presupun că încetarea existenței Casei Domnești a avut loc în iulie 1675, în timpul domniei lui Dumitrașcu Cantacuzino (1674–1675, 1684–1685), când domnitorul a dispus distrugerea cetăților Sucevei, a Neamțului și a Hotinului. În anul 1700, solul polonez Rafael Leszczynski a găsit aici „un palat domnesc de zid, pustiu.”

### Cercetări arheologice și lucrări de conservare
Ruinele Curții Domnești din Suceava au intrat în atenția cercetătorilor și restauratorilor abia la începutul anilor '50 ai secolului al XX-lea. Zidurile fostei curți s-au conservat pe o înălțime ce variază între 1 și 5 metri. Cercetările arheologice au scos la iveală numeroase cahle de sobă, unele nesmălțuite și altele smălțuite. Cahlele au ornamentații diverse de la stema Moldovei, la cavaleri în armură sau motive vegetale și animale. În jurul ruinelor s-a construit un zid din piatră.
În perioada 1998–1999 s-au efectuat aici noi săpături arheologice. Pe o secțiune lungă de 35 de metri pe direcția nord-sud, pornind din zidul sudic al curții, a fost descoperit un tezaur monetar format din peste 300 de piese, marea majoritate a acestora fiind sferturi de dinar (quarting) emiși de regele Ungariei, Sigismund de Luxemburg (1387–1437), în perioada 1430–1437, alte trei piese fiind jumătăți de groși emiși de Alexandru cel Bun după anul 1409. În acea perioadă, monetăriile au bătut quarting-i în cantități mari pentru a finanța campaniile antiotomane, mărind inflația din acea perioadă; moneda a pierdut astfel din valoare atât din punct de vedere al titlului (conținutul de argint), cât și al greutății. Prin urmare, tezaurul monetar descoperit nu avea o valoare intrinsecă mare, fiind unul de conjunctură și nu de acumulare. Arheologul Monica Gogu presupune că tezaurul monetar descoperit aparținea unui lucrător care a participat la executarea construcțiilor din piatră din ultimii ani de domnie a lui Alexandru cel Bun.
Începând din anul 2000 s-a deschis aici un șantier național de restaurare. În timpul lucrărilor, zona ruinelor a fost împrejmuită cu un gard din panouri metalice. Lucrările s-au desfășurat cu întreruperi, din lipsa fondurilor. Din cauza faptului că șantierul era mai mult abandonat, vestigiile istorice au fost invadate de vegetație, iar în baraca părăsită a organizării de șantier s-au pripășit oameni lipsiți de adăpost și câini comunitari.
În martie 2010, reprezentanții Primăriei Suceava au anunțat că s-au alocat 150.000 de lei pentru împrejmuirea ruinelor Curții Domnești cu un gard nou. Acesta urma să fie construit din piatră și fier forjat pe partea dinspre Calea Unirii, iar pe celelalte laturi, din plasă. În luna august au început lucrările pentru construcția gardului care urma să protejeze monumentul și să asigure aspectul estetic pe latura dinspre strada Ana Ipătescu. S-a demantelat brâul din piatră care limita perimetrul sitului și s-a ridicat, pe o fundație din beton armat, un gard din piatră înălțat cu plase din fier forjat.
„Aici se întâlneau dregătorii importanți ai statului, aici erau primiți solii diverselor state contemporane. Aici erau bucătării pentru servirea musafirilor. Aici erau taxiurile vremii «rădvanele», trăsurile și caii necesari deplasărilor urgente. Deci Curtea Domnească avea funcție de loc de reprezentare statală. (...) Aici arheologii, mai ales regretatul Florin Hău, au demonstrat numeroase faze de construire și reconstruire ale Curții Domnești. Nefiind construcție fortificată, cu zid de apărare, a fost mereu călcată de tătari, turci sau alți trecători militari prin zonă și mai întotdeauna nu cu gânduri pașnice. De fiecare dată era reconstruită și mai totdeauna extinsă. Florin Hău a demonstrat că de la Petru I și până după mutarea capitalei Moldovei la Iași s-a tot lucrat la acest ansamblu. Există documente, ziceri scrise, sunt elemente constructive găsite aici sau deduse după alte curți domnești de pe la Vaslui, Bârlad sau Iași, care au condus la posibilitatea reconstituirii volumului construit și forma acestuia. Mai mult, chiar s-au găsit elemente decorative specifice vremii care pot duce la recompunerea parțială a clădirilor ce constituiau ansamblul.”—Arhitect Viorel Blănaru

### Proiecte de reabilitare
Primăria Suceava, Consiliul Județean și Muzeul Național al Bucovinei s-au asociat pentru realizarea unui proiect ce prevede reabilitarea Curții Domnești și transformarea acesteia în șantier arheologic vizitabil. În martie 2011, Consiliul Local Suceava a aprobat asocierea cu firma spaniolă Arena Teatro SL, specializată în gestionarea patrimoniului istoric. Arhitectul bucureștean Gheorghe Sion, specialist în monumente istorice, a propus realizarea unei construcții în formă de „U”, din sticlă, ce folosește zidurile actuale și păstrează și arhitectura medievală. Proiectul de reabilitare prevede acoperirea cu sticlă a ruinelor și construirea pe ruine a unei clădiri cu parter și un etaj. La parter urmează să fie amenajate pasarele de sticlă deasupra ruinelor, prin care vizitatorii să poată observa ruinele în detaliu, în timp ce la etaj ar urma să fie amenajată o bibliotecă după modelul celor din Evul Mediu, precum și săli de expoziție permanentă și/sau temporară.
În decembrie 2011, firma spaniolă Arena Teatro a finalizat proiectul de restaurare și modernizare a Curții Domnești din Suceava. Costurile au fost estimate la o valoare de 17 milioane de euro, însă Comisia Națională a Monumentelor Istorice a considerat „neviabil” acest proiect. În 2016 Primăria Suceava a anunțat un nou proiect prin care ar fi dorit transformarea Curții Domnești într-una din cele mai importante atracții turistice ale orașului. Acesta ar fi presupus refacerea zidurilor, construirea unui mini-muzeu, a unor săli de conferințe, precum și a unei săli speciale, în care curtea voievozilor ar fi fost reconstruită în mod 4D (o noutate în România la acea vreme). Cele enumerate au rămas doar în stadiu de proiect, așa că, spre finalul lui 2022, autoritățile locale au venit cu un nou proiect, ce cuprindea, între altele, efectuarea de sondaje arheologice și dezveliri de fundație, cercetări arhitecturale și studii istorice actualizate, reliefarea detaliată a configurației monumentului și a stării sale actuale.

## Imagini

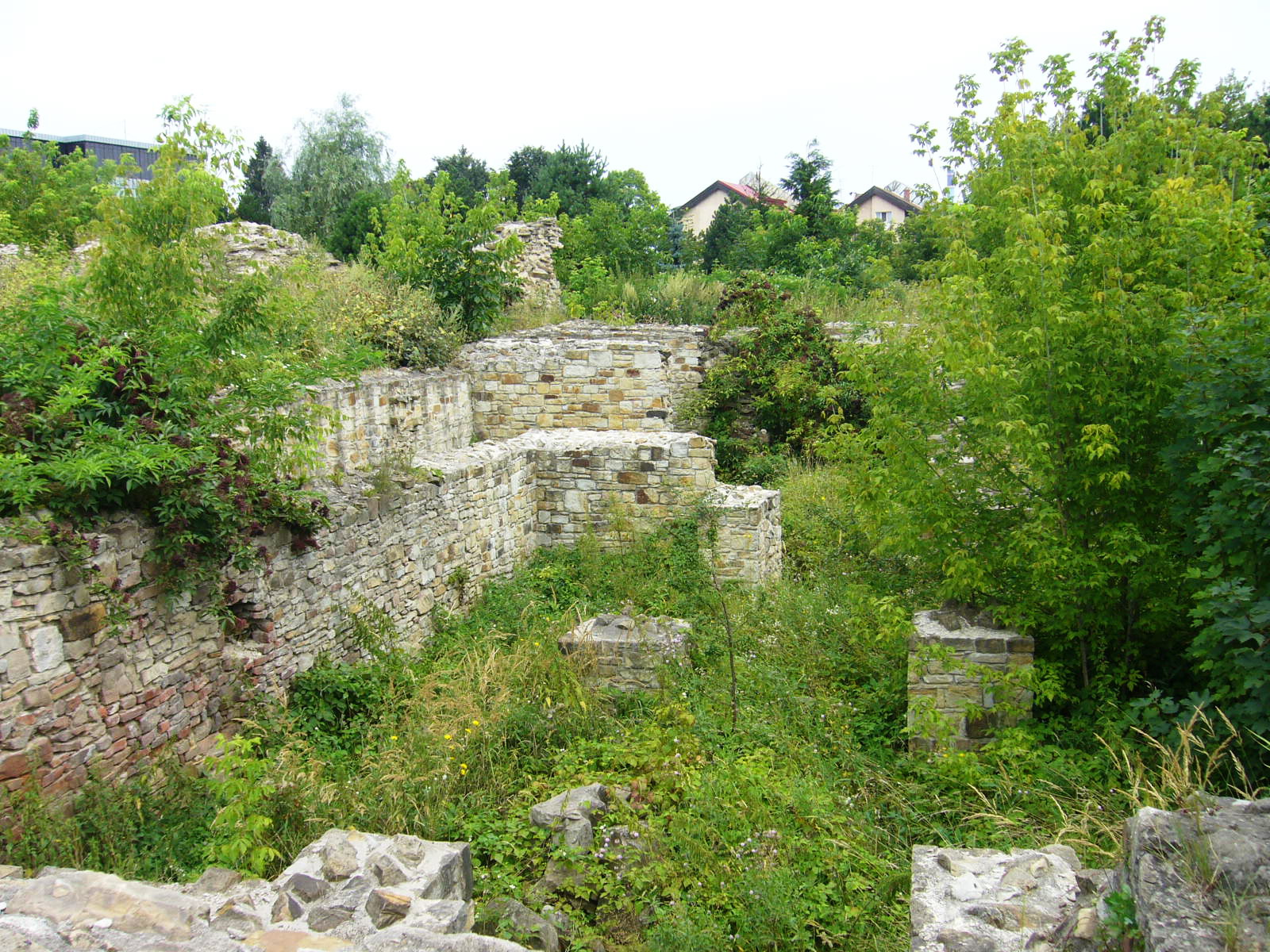
Curtea Domnească din Suceava – ruine de zid
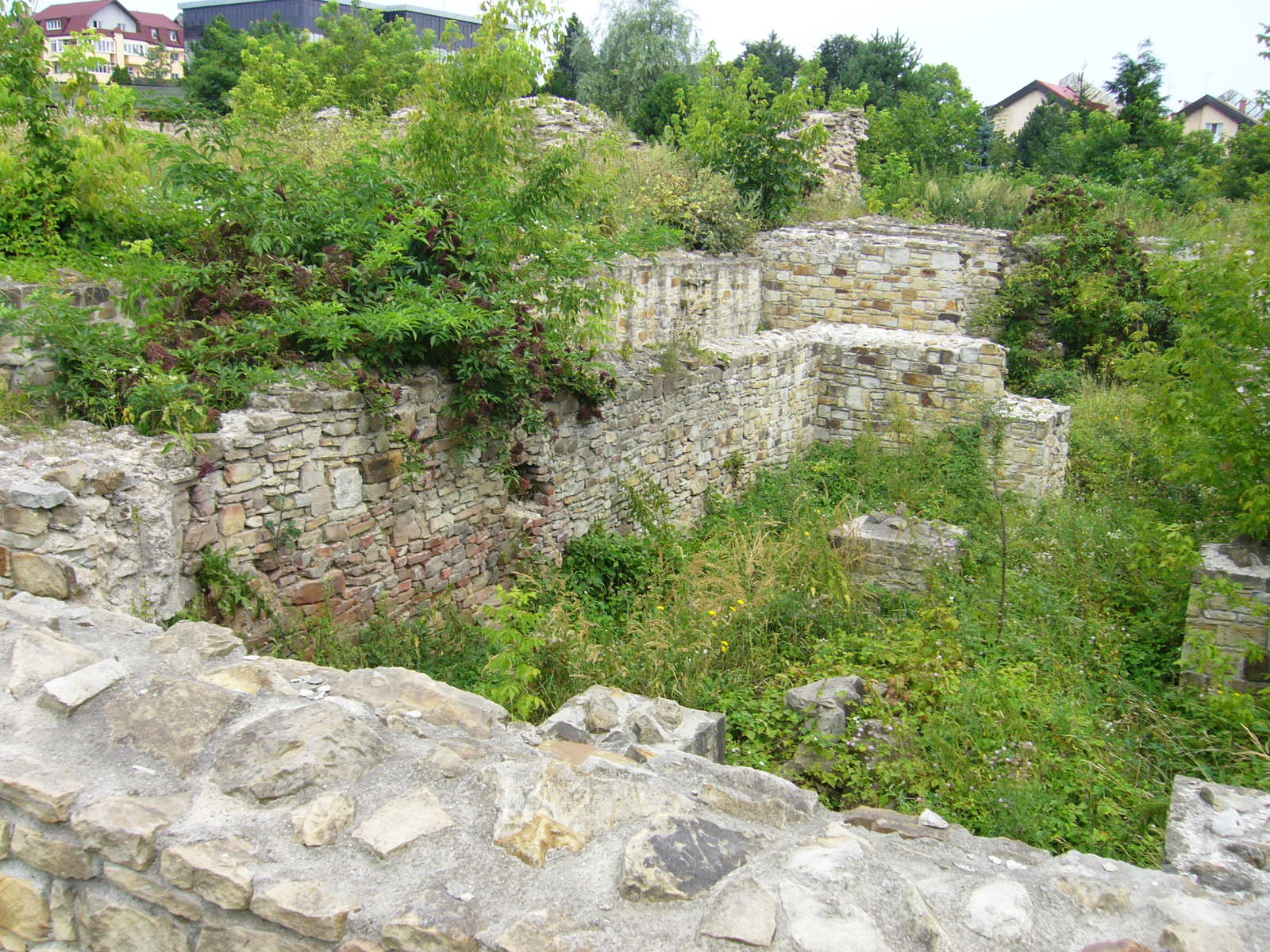
Curtea Domnească din Suceava – ruine de zid
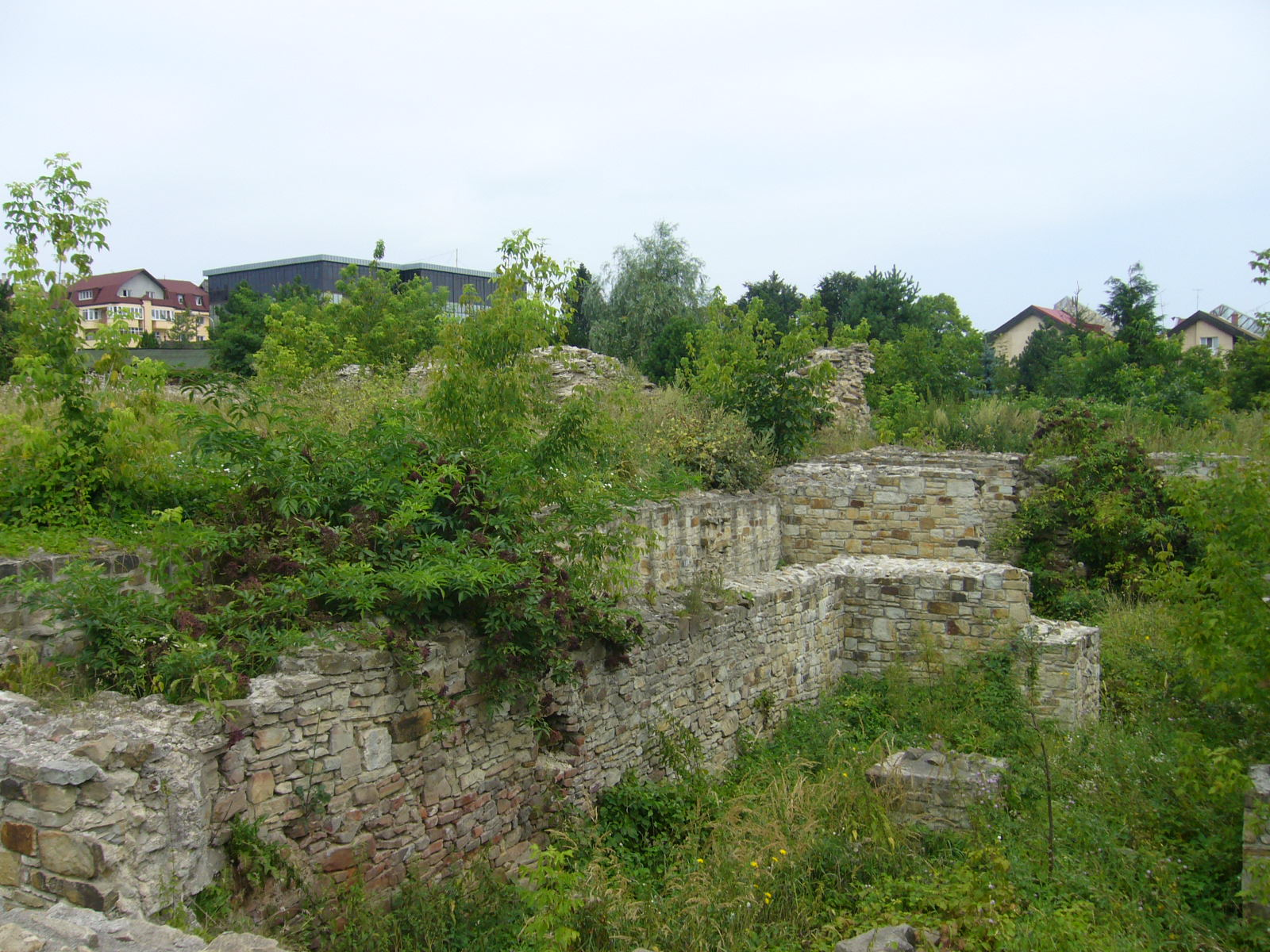
Curtea Domnească din Suceava – ruine de zid
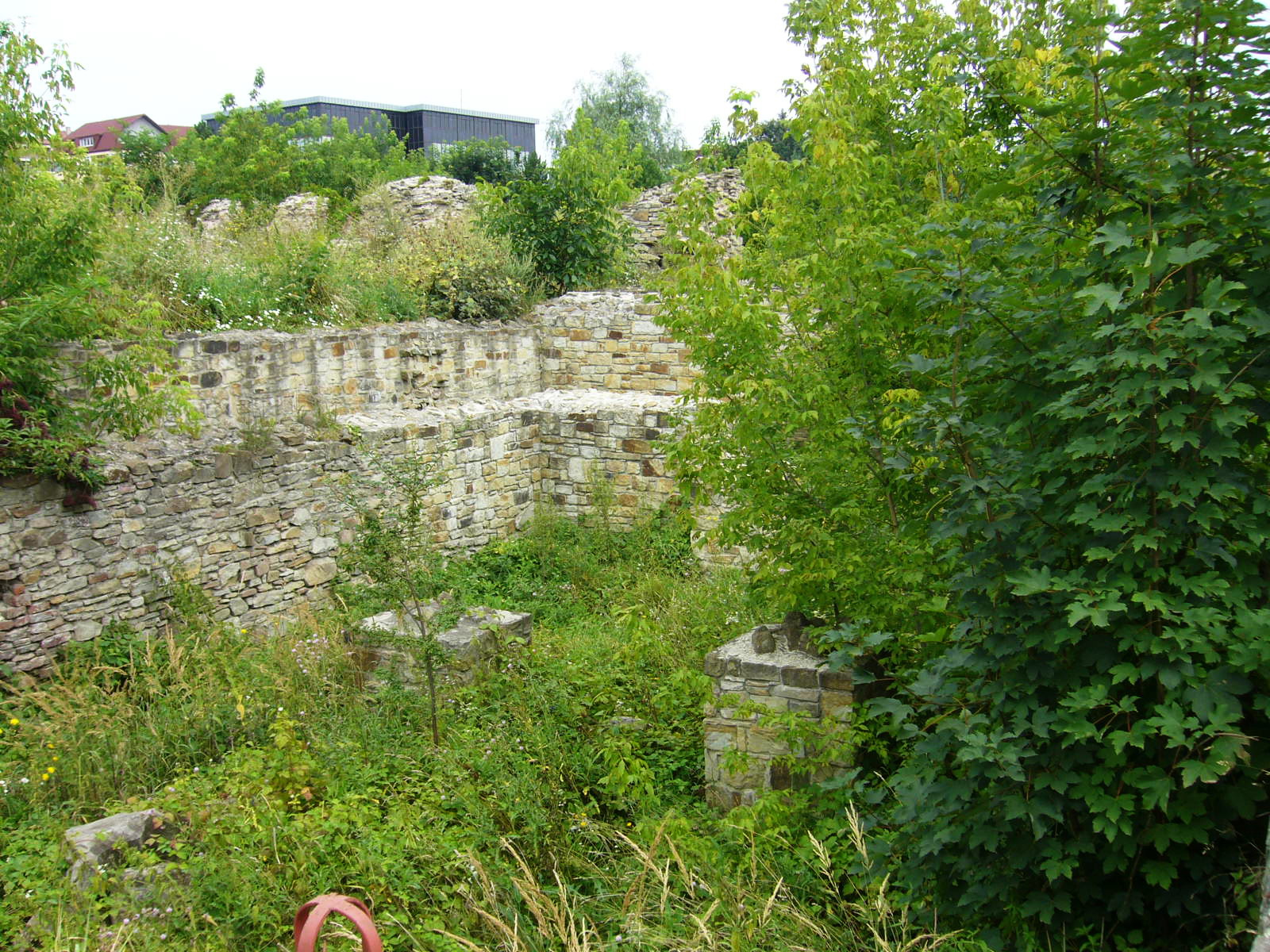
Curtea Domnească din Suceava – ruine de zid
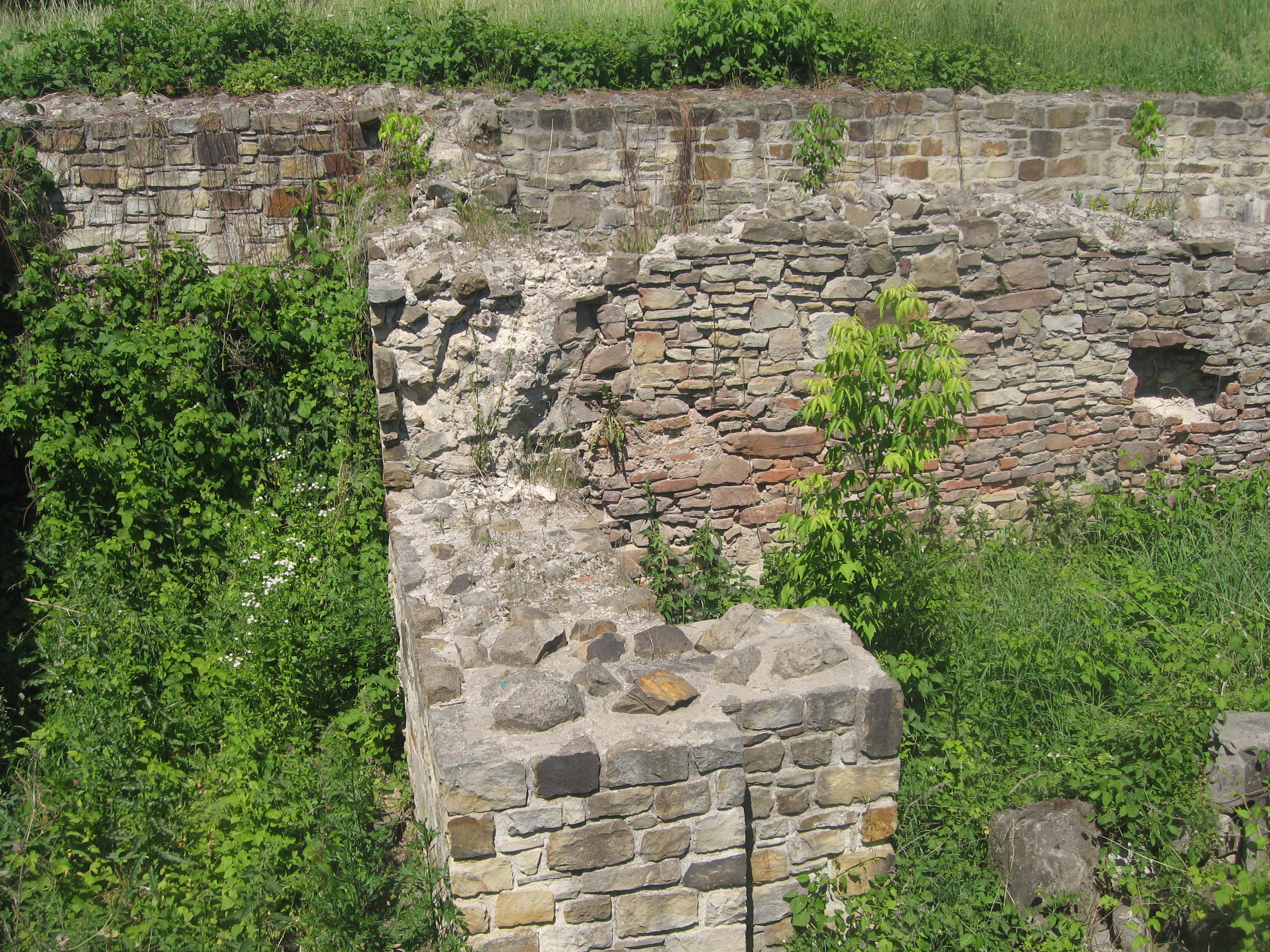
Curtea Domnească din Suceava – ruine de zid
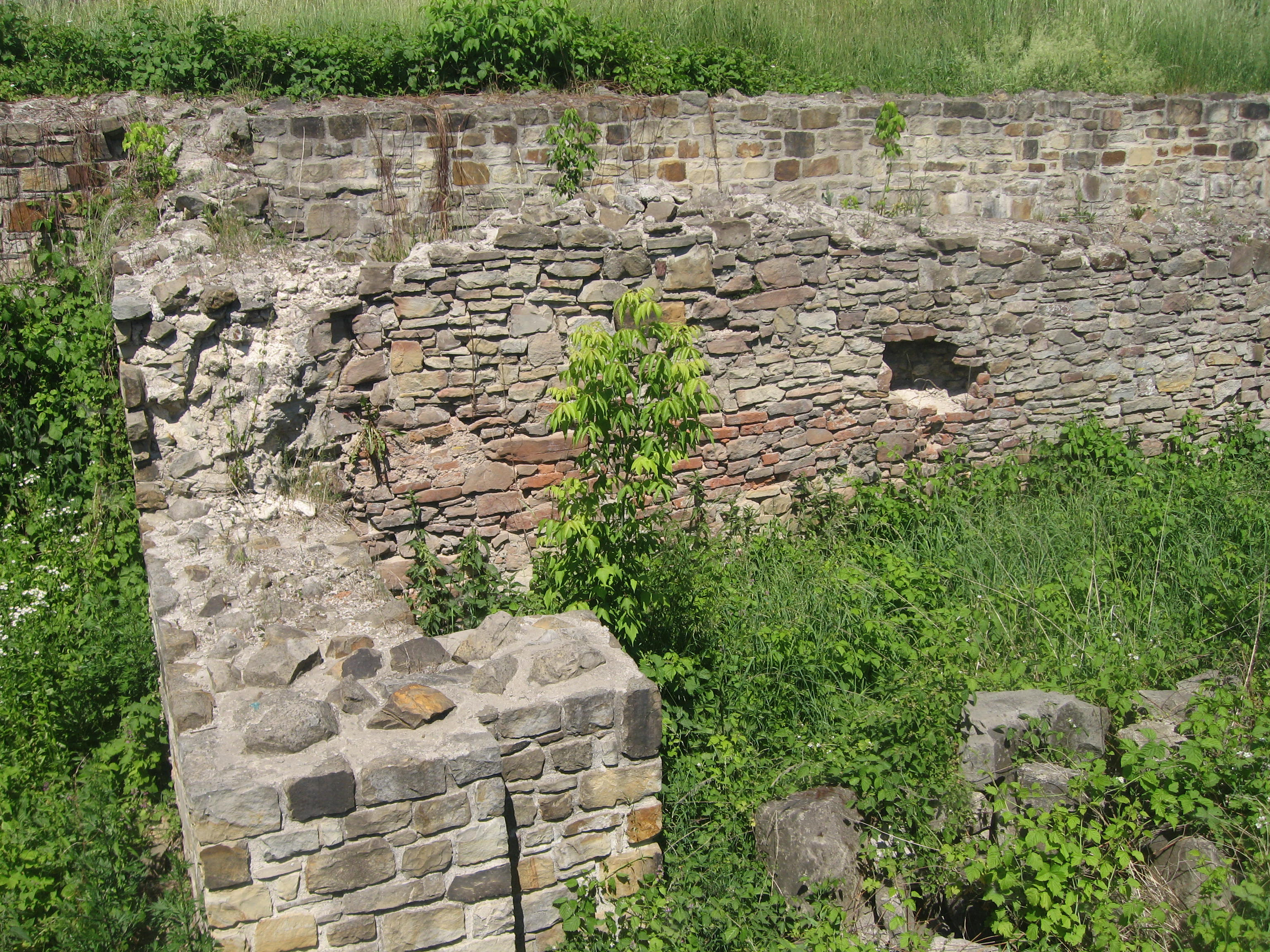
Curtea Domnească din Suceava – ruine de zid
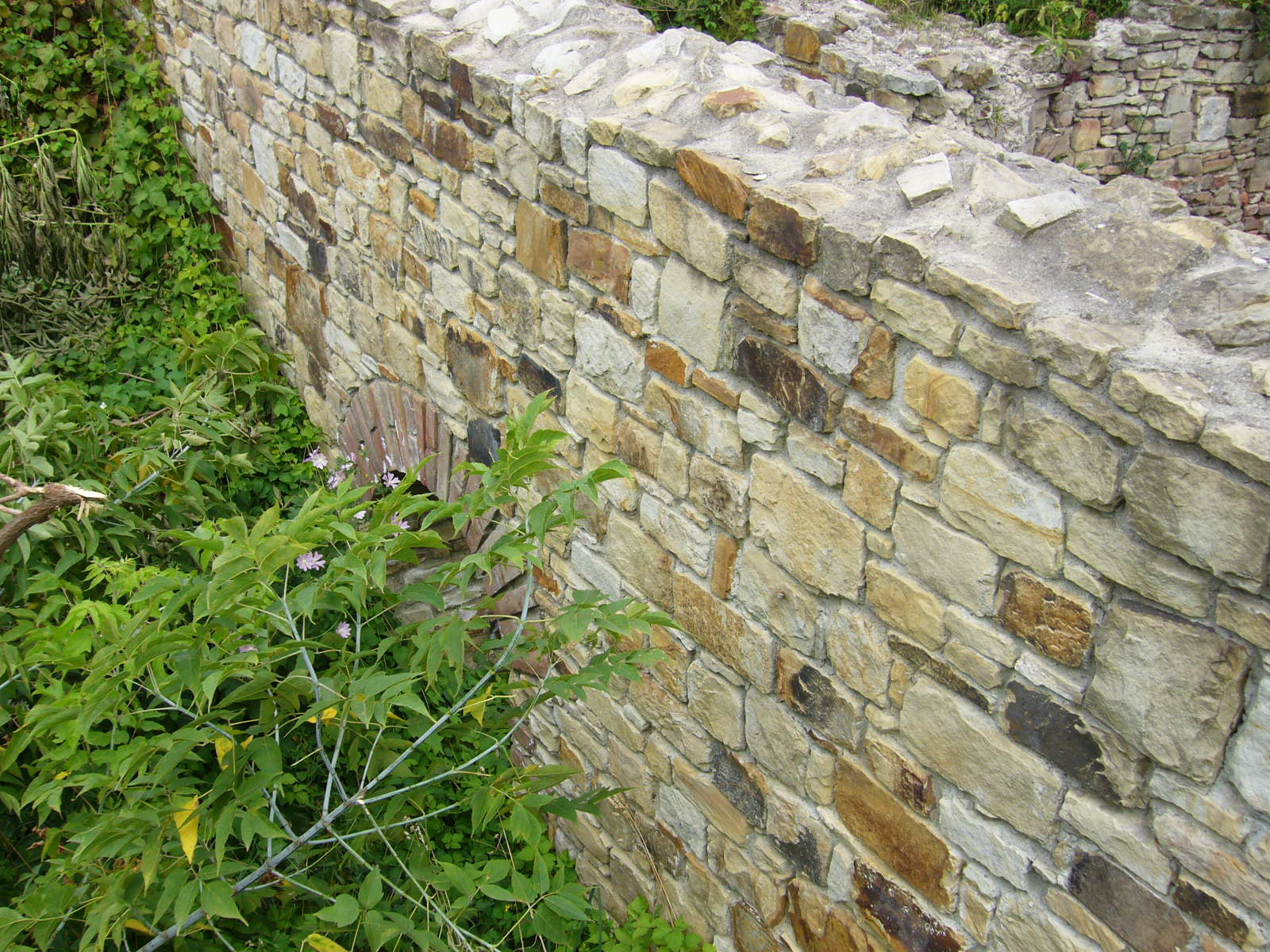
Curtea Domnească din Suceava – ruine de zid
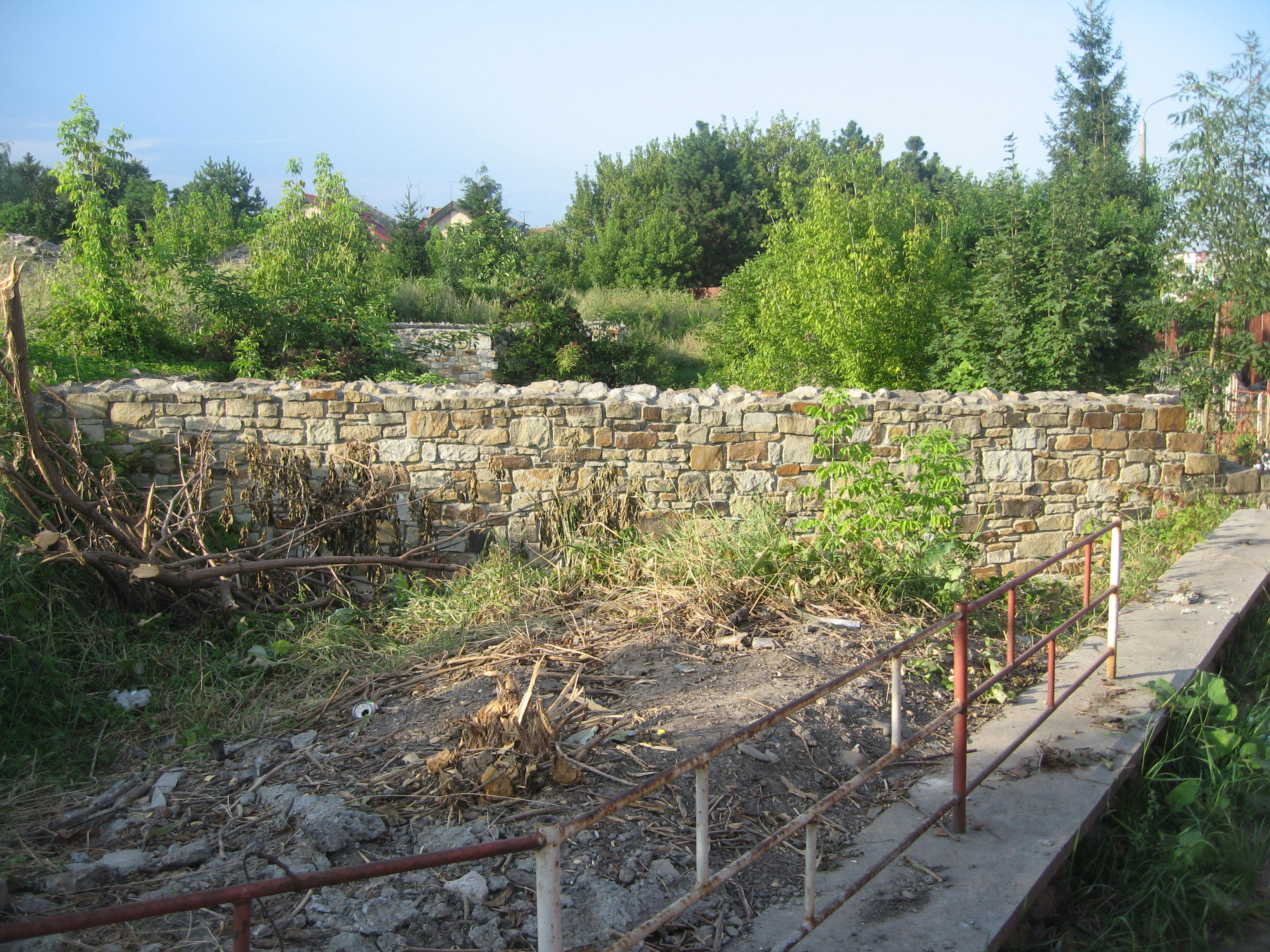
Curtea Domnească din Suceava – ruine de zid
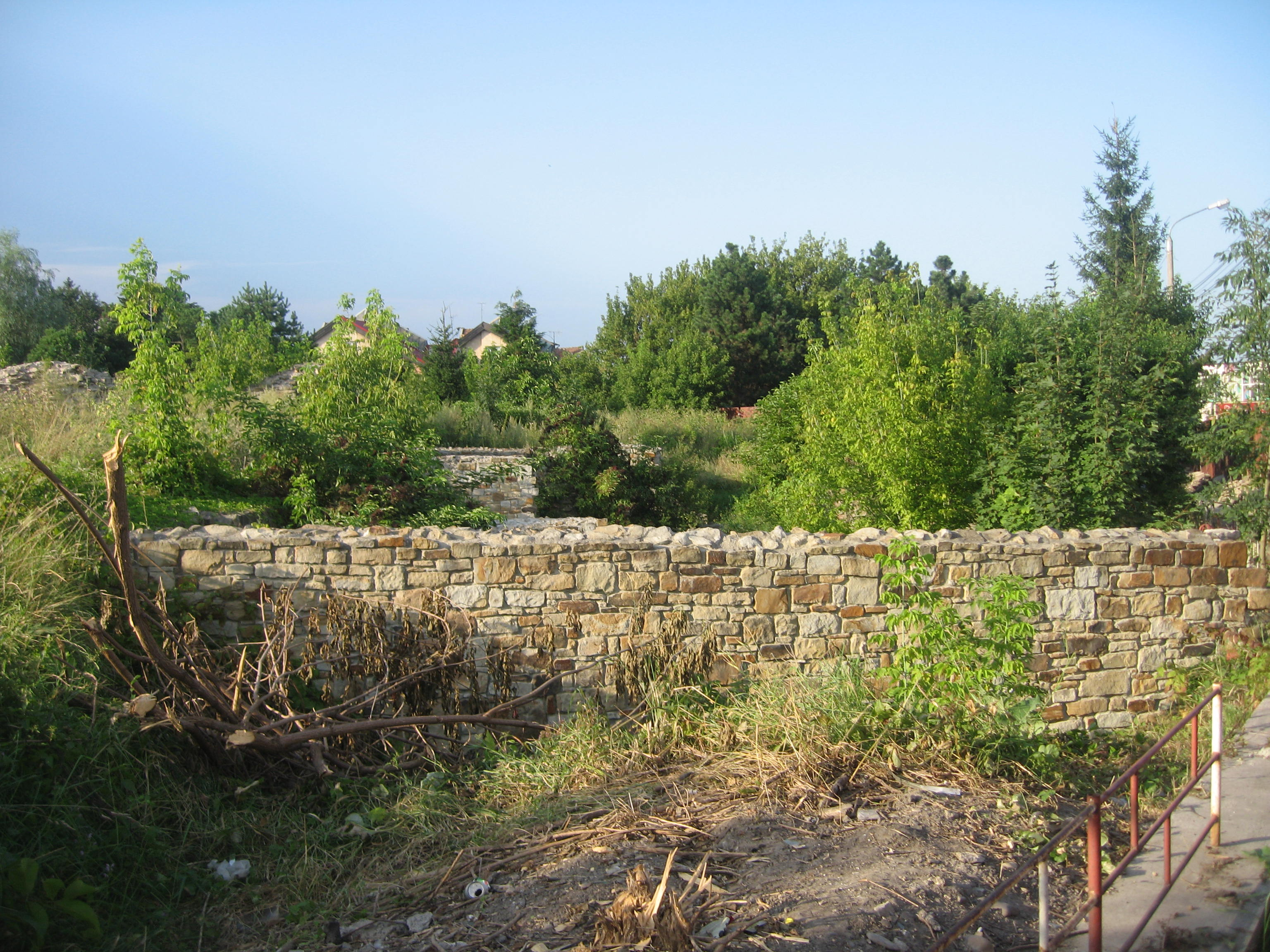
Curtea Domnească din Suceava – ruine de zid
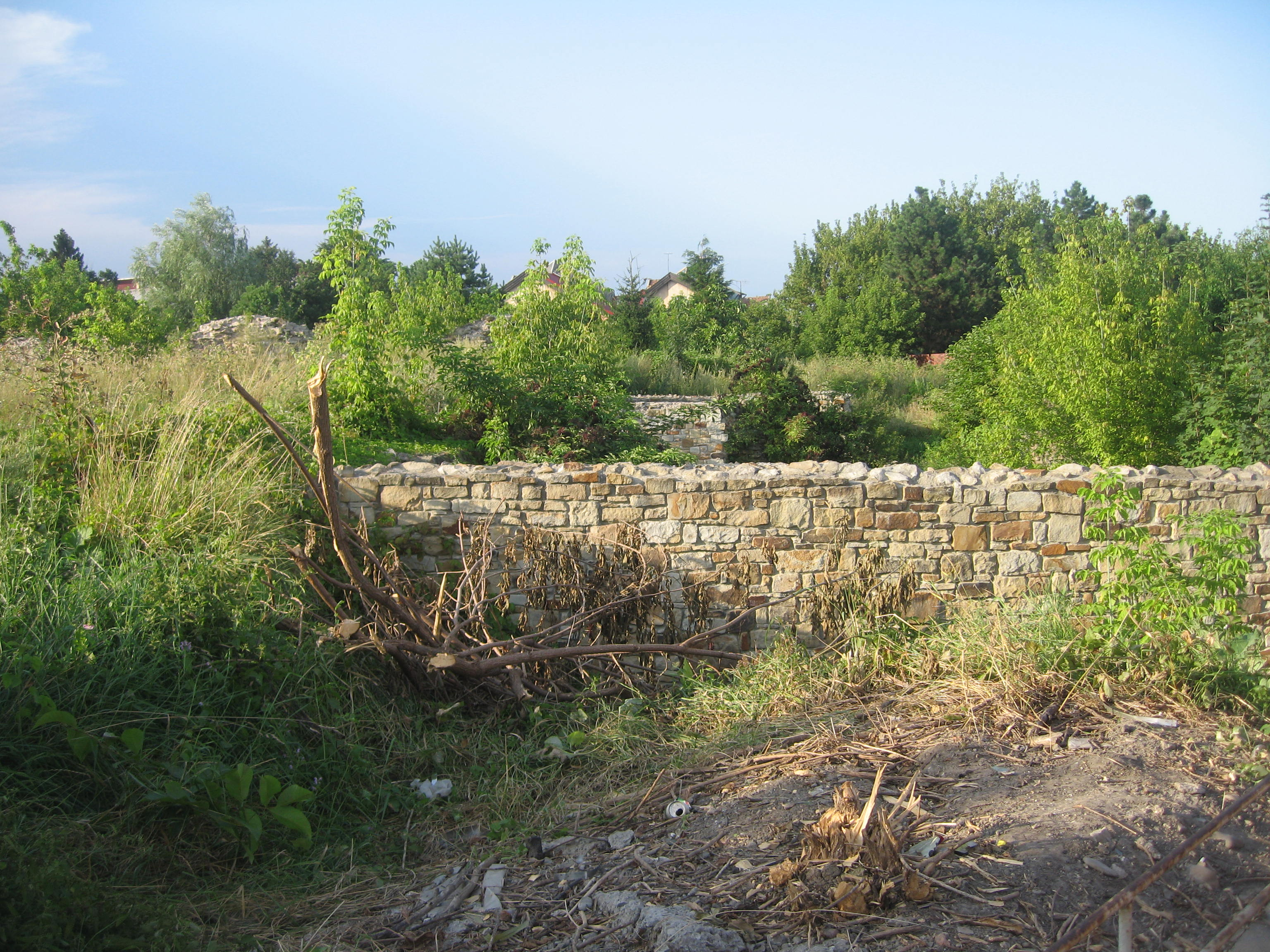
Curtea Domnească din Suceava – ruine de zid
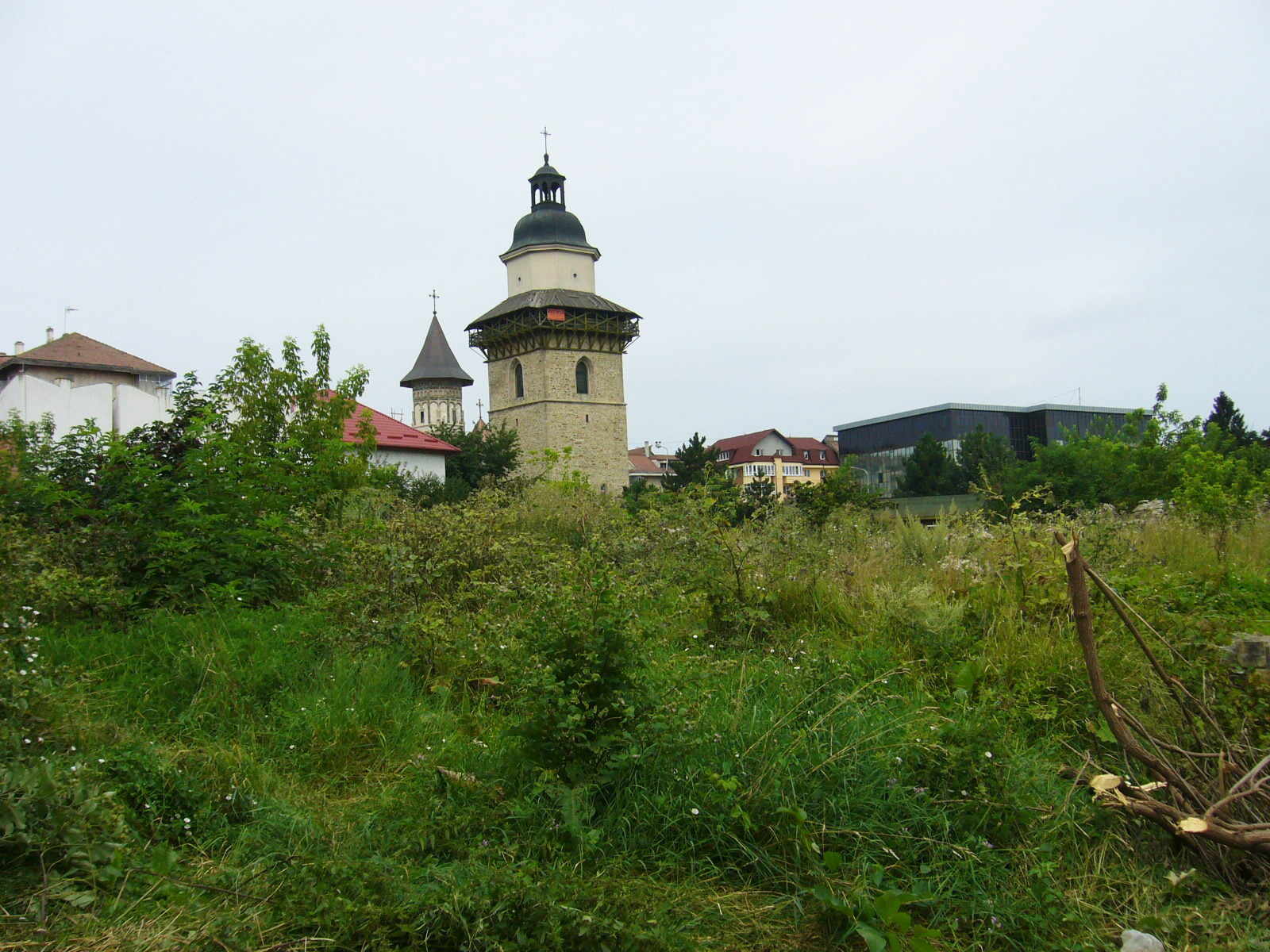
Turnul lui Alexandru Lăpușneanu